# Dymasia chara
Dymasia chara är en fjärilsart som beskrevs av Edwards 1884. Dymasia chara ingår i släktet Dymasia och familjen praktfjärilar. Inga underarter finns listade i Catalogue of Life.